# Ignace Jacques Parrocel
Ignace Jacques Parrocel (* 27. Juni 1667 in Avignon; † 1722 in Mons) war ein französischer Maler und Kupferstecher.

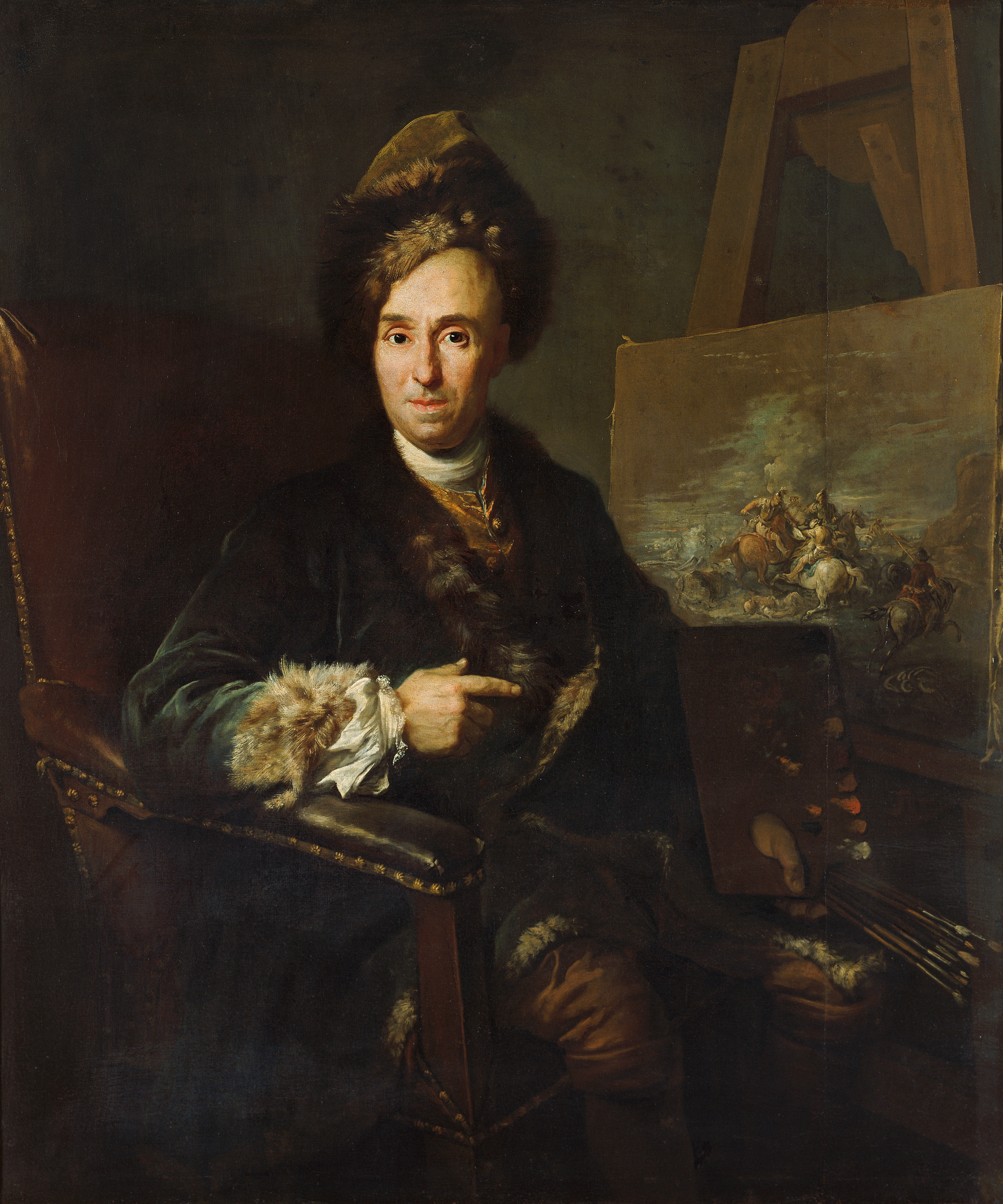
Jacob van Schuppen, Der Schlachtenmaler Jacques-Ignace Parrocel, Kunsthistorisches Museum, Wien

## Leben

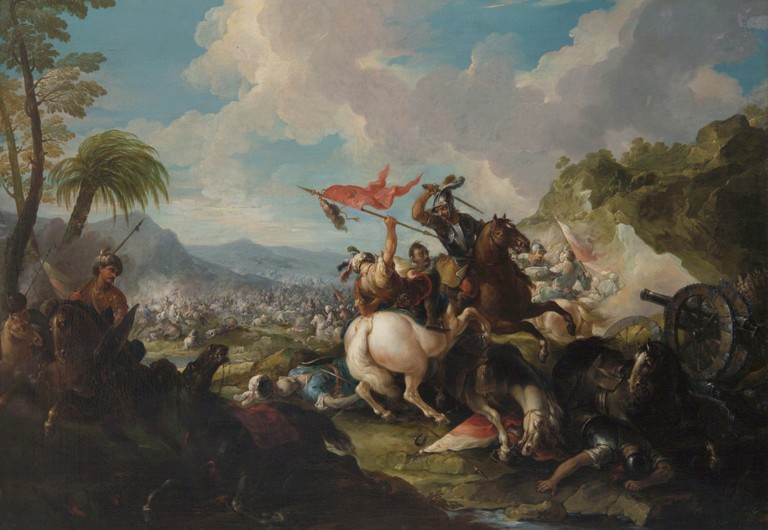
Schlacht gegen die Türken 1711–1720

Der älteste Sohn von Louis und Dorothée de Rostang gehörte zur Parrocel-Künstlerdynastie, die im 17. und 18. Jahrhundert tätig war. Sein Vater lehrte ihn die Grundlagen der Malerei und schickte ihn dann nach Paris zu seinem Onkel Joseph, um seine Studien zu vertiefen.
Im Alter von ca. 20 Jahren kehrte er nach Avignon zurück, während sein drittgeborener Bruder Pierre als Schüler zu seinem Onkel Joseph ging. Da sein zweiter Bruder Ludwig behindert war, war es seine Pflicht als ältester Sohn, bei seinem Vater zu bleiben. Dieser wollte, dass er sich in Avignon niederließ, wo er im Jahr 1689 Jeanne Marie Pérrier heiratet und mit ihr zehn Kinder hatte. Von diesen zeichnete sich nur der vierte Sohn, Étienne, als Maler aus.
Im Comtat Venaissin war es die Regel, dass die väterliche Autorität bis hin zur absoluten Unterwerfung respektiert wurde. Ignace, der gerne reisen und seinem berühmten Onkel Joseph nacheifern wollte, sah sich gezwungen, ein unerträgliches Leben in den Zwängen seines Vaters und seiner Ehe in Avignon zu führen. So kam es, dass er nach dem Tod seines Vaters Louis, nach vierzehnjähriger Ehe, fortging und von da an nur noch wenige flüchtige Besuche in Avignon machte, entweder um die Einkünfte zu überbringen oder seine Kinder zu besuchen.
Ignace Jacques war sehr begabt und zeichnete und malte mit großer Leichtigkeit. Er kam dem Stil seines Onkels Joseph in der Schlachtenmalerei am nächsten, auch wenn es ihm nie gelang, ihn zu übertreffen. Zu dieser Zeit war das Genre der Malerei, dem er sich verschrieb, sehr beliebt und so arbeitete Ignace in ganz Italien und Teilen Europas und erwarb sich einen guten Ruf. Er schuf in Wien wichtige Werke für den Kaiser von Österreich und Prinz Eugen.
Ignace war auch Kupferstecher: Während seiner Zeit in Avignon stach er den großen Druck mit der Darstellung des Brunnens von Vaucluse.
Er starb 1722 in Mons, während er mit der Dekoration einer Galerie im Palast des Herzogs von Arenberg beschäftigt war.

## Werke
- Die Schlacht bei Zenta
- Die Schlacht bei Casano
- Das Ende der Belagerung von Turin
- Die Schlacht bei Oudenaarde
- Die Schlacht bei Malplaquet
- Die Schlacht von Hochstett
- Kampf gegen die Türken, Schloss Belvedere, Wien
- Großes Militärlager mit Reitern und zwei großen Kanonen im Vordergrund, Öl auf Leinwand, Schloss Belvedere, Wien